# Kościół św. Krzyża w Libercu
Kościół św. Krzyża w Libercu (czeski: Kostel Nalezení svatého Kříže) – barokowy kościół w Libercu, w Czechach. Znajduje się w dzielnicy Nowe Miasto. Jest chroniony jako zabytek kultury Republiki Czeskiej.